# Veribubo mesasiaticus
Veribubo mesasiaticus är en tvåvingeart som först beskrevs av Zaitzev 1973.  Veribubo mesasiaticus ingår i släktet Veribubo och familjen svävflugor. Inga underarter finns listade i Catalogue of Life.